# Idrottsklubben Huge
O Idrottsklubben Huge, ou simplesmente IK Huge, é um clube de futebol da Suécia fundado em 10 de junho de 1921. Sua sede fica localizada em Gävle.